# Artists and Models
Artists and Models (bra: Artistas e Modelos) é um filme estadunidense de 1955, do gênero comédia, dirigido por Frank Tashlin.

## Enredo
Rick Todd é um artista fracassado, que pinta paredes para sobreviver. Seu parceiro no trabalho é Eugene Fullstack, que deseja ser um autor de histórias infantis. Fullstack é apaixonado por histórias em quadrinhos (banda desenhada), especialmente as aventuras da Bat Lady (Dama Morcego). A dupla divide um apartamento, mas de noite Fullstack não deixa seu parceiro dormir em função dos gritos que dá devido aos frequentes pesadelos com "Vincent, o Abutre" ("Vincent the Vulture"), um vilão de quadrinhos "meio-homem, meio-garoto e meio-pássaro".
Num apartamento vizinho, Abigail Parker trabalha para uma editora de quadrinhos e escreve as aventuras da Bat Lady. A secretária da editora é Bessie Sparrowbush, que também é a modelo de Abigail para os desenhos da heroína. Todd vai até a editora procurando trabalho e Fullstack vai com ele. Bessie se apaixona por Fullstack, mas ele só quer saber da Bat Lady.
Todd fica sabendo que a editora está interessada em publicar apenas aventuras de super-heróis, violência e crime. Ele então resolve apresentar o personagem Vincent, o Abutre, baseado no que ouve durante os pesadelos de seu parceiro. De imediato Todd consegue o emprego, e começa a desenhar as histórias que Fullstack conta em voz alta enquanto dorme. A série é um sucesso, mas logo algo dá errado: Fullstack sem querer fala de uma fórmula, que ao ser publicada assusta os militares, pois ela é a metade de uma fórmula verdadeira, base de uma arma secreta. Os espiões inimigos também ficam sabendo, e começam a caçar Fullstack, para que ele revele o restante da fórmula.

## Elenco principal
- Dean Martin .... Rick Todd
- Jerry Lewis .... Eugene Fullstack
- Dorothy Malone .... Abigail Parker
- Shirley MacLaine .... Bessie Sparrowbush